# Каран (Мелеузівський район)
Кара́н (рос. Каран, башк. Ҡаран) — присілок у складі Мелеузівського району Башкортостану, Росія. Адміністративний центр Мелеузівського сільської ради.
Населення — 377 осіб (2010; 328 в 2002).
Національний склад:
- росіяни — 40%
- башкири — 36%